# Chiaverano
Chiaverano (piemontiul: Ciavran) település Olaszországban, Lombardia régióban, Torino megyében. Lakosainak száma 1966 fő (2023. január 1.). Chiaverano Donato, Andrate, Borgofranco d'Ivrea, Sala Biellese, Torrazzo, Montalto Dora, Burolo, Ivrea és Cascinette d'Ivrea községekkel határos.

## Népesség
A település népességének változása:
| Lakosok száma | 2067 | 2073 | 2058 | 1966 |
|               | 2017 | 2018 | 2019 | 2023 |